# Carpe cuir

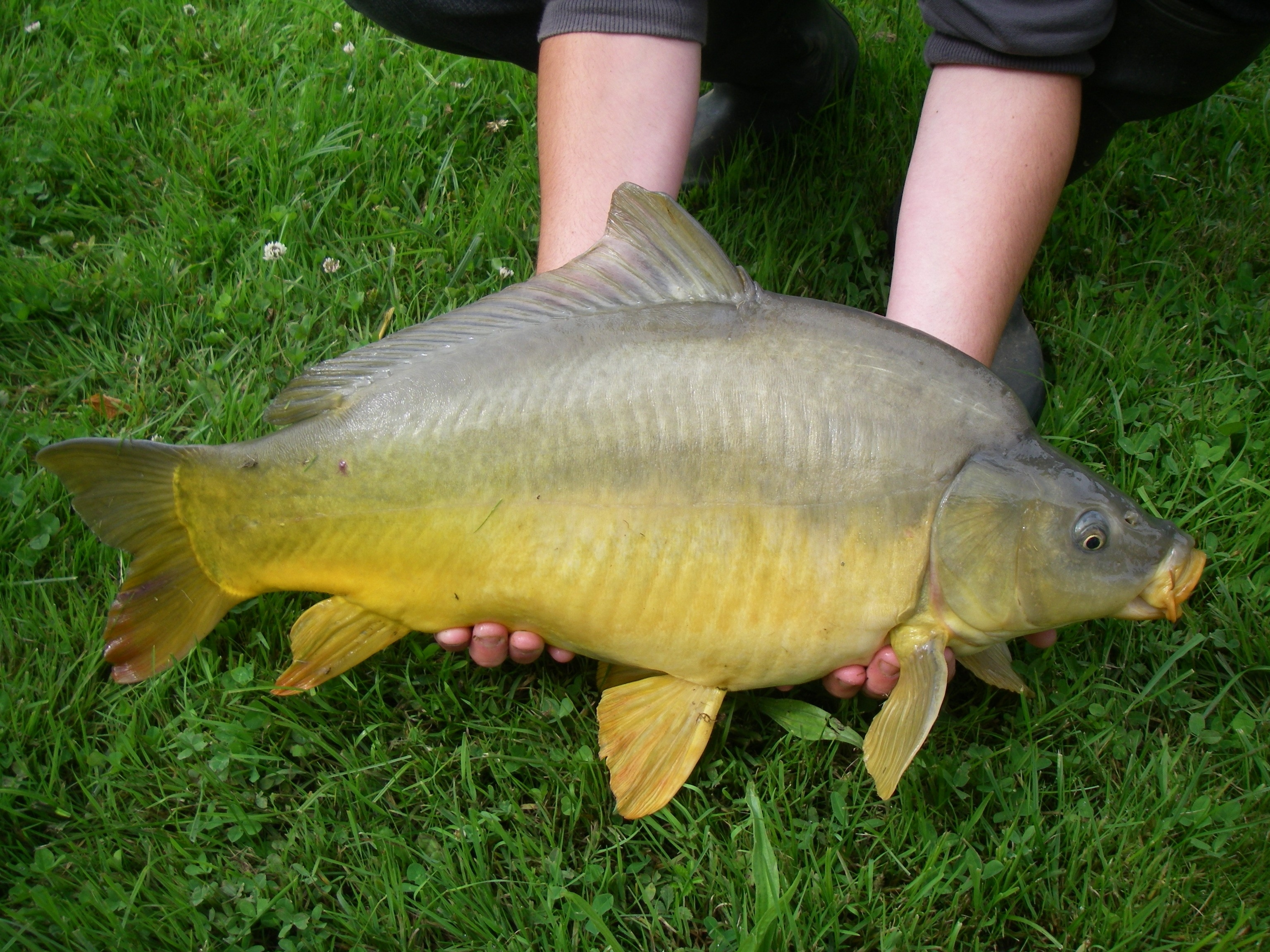
Une carpe cuir

La carpe cuir est une forme de la sous-espèce Cyprinus carpio carpio issue de l'élevage de la carpe commune.
C'est un poisson d'eau douce que l'on trouve dans tout type d'eau douce, de la famille des cyprinidae.
La carpe cuir a le corps entièrement dénué d'écailles. La carpe cuir peut être facilement distinguée des autres variétés par le nombre de rayons flexibles de ses nageoires dorsales (5 à 20) et pelviennes (6 à 8). La ligne latérale est remplacée par un étroit sillon. La carpe cuir ainsi que la carpe miroir vivent à de faibles altitudes où elles croissent plus vite. Ce poisson est reconnu pour sa résistance aux maladies, ses capacités reproductrices et la saveur de sa chair.
Cette carpe est convoitée par de nombreux carpistes, appréciant sa combativité.